# 崔希逸
崔 希逸（さい きいつ、生年不詳 - 738年）中国・唐代の官僚・軍人。吐蕃との戦争や漕運において、功績をあげた。

## 経歴
開元6年（718年）、宇文融に引き立てられて、その判官となる。李憕らとともに括戸政策に加わり田戸を調査した。その後、鄭州刺史に昇進する。開元22年（734年）には、江淮都転運使となった裴耀卿の補佐として、蕭炅とともに江淮転運副使に任じられる。後に河南陝運使となり、漕運において功績をあげ、年間180万石を運んだ。散騎常侍に就任する。
開元24年（736年）、牛仙客に代わり、知河西節度事となる。この時に涼州に赴いて、牛仙客が節減に努めていた物資が倉庫に積み重なっていることを朝廷に報告している。同年、詩人として有名であった王維が節度判官として赴任して、彼の幕僚となる。この時のことは王維の詩の題材にとられている。
開元25年（737年）、河西節度使として、青海を守っていた吐蕃の武将である乞力徐に友好を乞う。その上で、ともに守備兵を解くことを求めた。唐の朝廷の判断が変わる場合を憂慮した乞力徐は断ろうとしたが、崔希逸は強いて要請した。白狗を殺して誓いあって和議を結び、ともに守備兵はいなくなった。和議を唐の朝廷に報告させるために、傔人（従者）である孫誨を長安に派遣する。
しかし、孫誨は功績をあげようと謀り「吐蕃の備えがないうちに攻撃した方がよい」と朝廷に進言する。唐の朝廷では、吐蕃が唐の勅命に従わずに勃律国を攻撃していたという背景も手伝って、給事の趙恵琮を派遣する。朝廷の詔を偽った趙恵琮は崔希逸に吐蕃への攻撃を命じた。崔希逸は吐蕃を襲撃して、2千里進んだところで、青海にて吐蕃を大破した。2千人を斬首し、乞力徐は身一つで逃走する。趙恵琮と孫誨は大きな恩賞を与えられたが、吐蕃からの朝貢は途絶えることとなった。
開元26年（738年）、河西に攻め込んできた吐蕃を撃破する。吐蕃との信義を破ったことに、崔希逸は怏々としていた。突然、李林甫が河西節度使を兼任することが決まり、自身は解任されて河南尹に転任される。都に向かう途中で死去する。趙恵琮もともに死去したため、白狗の祟りによるものと伝えられた。孫誨も後に罪によって処刑されている。

## 伝記資料
- 『旧唐書』
- 『新唐書』
- 『資治通鑑』